# Ferrari P80/C
Ferrari P80/C – supersamochód klasy średniej typu one-off wyprodukowany pod włoską marką Ferrari w 2019 roku.

## Historia i opis modelu
Z końcem marca 2019 roku Ferrari przedstawiło kolejny model zbudowany na specjalne zamówienie wieloletniego klienta i kolekcjonera konstrukcji firmy, będący unikalnym pojazdem opracowanym z wykorzystaniem podzespołów seryjnego modelu 488 GTB w wariancie GT3. Włoska firma na zbudowanie P80/C poświęciło najwięcej czasu spośród wszystkich specjalnych modeli, konstruując wyścigowy supersamochód przez 4 lata. 
Za unikalny projekt stylistyczny Ferrari P80/C odpowiedzialne było wewnętrzne biuro projektowe Centro Stile Ferrari, któremu przewodził Flavio Manzoni. Zespół stylistów kierował się ścisłymi wytycznymi, jakie określił zlecający wykonanie unikatowego samochodu, chcąc nanieść na wygląd P80/C nawiązania do klasycznych modeli Ferrari: 330 P3 i Dino 206 S. Dzięki braku podlegania tego torowego samochodu standardowym wymogom homologacyjnym, P80/C nie musiało otrzymać m.in. reflektorów czy tłumika. Charakterystycznymi cechami wizualnymi samochodu stało się "ożebrowanie" tylnej klapy silnika, jak i linia okien płynnie połączona z bocznymi wlotami powietrza.
Samochód powstał w dwóch konfiguracjach: torowej, przewidującej 18-calowe felgi ze sportowym ogumieniem oraz dużym spojlerem tylnym, a także wystawowej wyposażonej w 21-calowe alufelgi oraz pozbawionej spojlerów, które można zdemontować. Do napędu wykorzystano 3,9 litrowe V8 o pojemności 670 KM.

### Sprzedaż
Ferrari P80/C zbudowane zostało na specjalne zamówienie klienta z Hongkongu będącego wieloletnim właścicielem różnych konstrukcji włoskiej firmy. Brał on aktywny udział nie tylko w stylizacji, ale i specyfikacji techniczno-stylistycznej supersamochodu. P80/C to samochód przeznaczony wyłącznie do poruszania się po torach, bez homologacji pozwalającej na jazdę po drogach publicznych.

### Silnik
- V8 3.9l 670 KM